# Соколов Олександр Гаврилович
Олександр Гаврилович Соколов (1894, місто Санкт-Петербург (за іншими даними — село Єріно Ржевського повіту Тверської губернії), тепер Російська Федерація — розстріляний 2 вересня 1937, Київ) — український радянський партійний діяч. Член ВУЦВК. Член ЦК КП(б)У в листопаді 1927 — січні 1937 р.

## Біографія
Народився в родині робітника-столяра. У 1906 році закінчив двокласне училище в селі Овчинники Ржевського повіту Тверської губернії. У 1906—1909 р. — учень слюсаря, у 1909—1911 р. — слюсар приватних майстерень у місті Санкт-Петербургі. У 1911 — липні 1914 р. — слюсар Петербурзьких заводів Зігеля, «Братів Кертінг», Балтійського і Адміралтейського.
Член РСДРП(б) з лютого 1913 року.
У липні — вересні 1914 р. — ув'язнений у Петроградській тюрмі за політичну діяльність. У вересні 1914 — лютому 1915 р. — слюсар різних Петроградських підприємств.
У лютому 1915 — березні 1917 р. — рядовий 4-ї запасної батареї і 100-го артилерійського дивізіону російської імператорської армії. У березні — липні 1917 р. — голова солдатського комітету 100-го артилерійського дивізіону Південно-Західного фронту. У липні — жовтні 1917 р. — ув'язнений тюрми міста Старокостянтинова Волинської губернії за політичну діяльність. У жовтні — грудні 1917 р. — на лікуванні у військовому госпіталі міста Мінська.
У грудні 1917 — травні 1918 р. — слюсар, член заводського комітету Сестрорецького збройного заводу Петроградської губернії.
У травні — вересні 1918 р. — командир артилерійської батареї, командир загону РСЧА на Східному фронті. У вересні 1918 — квітні 1919 р. — на лікуванні в лікарні у Москві. У квітні 1919 — лютому 1920 р. — заступник військового комісара, військовий комісар управління артилерії 13-ї армії РСЧА Південного фронту. У лютому — жовтні 1920 р. — військовий комісар управління артилерії 42-ї стрілецької дивізії. У жовтні 1920 — березні 1921 р. — військовий командир 23-ї та 9-ї стрілецьких дивізій 4-ї армії РСЧА Південного фронту.
У березні 1921 — вересні 1924 р. — військовий командир 30-ї Іркутської та 15-ї стрілецьких дивізій 4-ї армії РСЧА у містах Мелітополі, Запоріжжі і Миколаєві.
У вересні 1924 — червні 1925 р. — курсант вищих курсів марксизму при ЦК КП(б)У в місті Харкові. У червні 1925 — січні 1927 р. — відповідальний інструктор, заступник завідувача організаційно-розподільного відділу ЦК КП(б)У в місті Харкові.
У грудні 1926 — жовтні 1929 р. — відповідальний секретар Миколаївського окружного комітету КП(б)У.
У жовтні 1929 — вересні 1930 р. — відповідальний секретар Запорізького окружного комітету КП(б)У.
11 вересня 1930 — 14 лютого 1932 р. — відповідальний секретар Запорізького міського комітету КП(б)У та Дніпробуду.
12 лютого 1932 — вересні 1933 р. — 2-й секретар Дніпропетровського обласного комітету КП(б)У.
У вересні 1933 — січні 1935 р. — 2-й секретар Одеського обласного комітету КП(б)У.
У січні 1935 — серпні 1936 р. — 1-й секретар Харківського міського комітету КП(б)У.
Заарештований 16 лютого 1937 року. У березні 1937 року виключений із членів ВКП(б) рішенням Кіровського крайового комітету ВКП(б). Розстріляний 2 вересня 1937 року в місті Києві.

## Нагороди
- орден Леніна (17.09.1932)
- орден Червоного Прапора